# Caligrafia (Ludov)
| Críticas profissionais | Críticas profissionais |
| Avaliações da crítica  | Avaliações da crítica  |
| Fonte                  | Avaliação              |
| ---------------------- | ---------------------- |
| Rolling Stone          | 2.5 de 5 estrelas.     |

Caligrafia é o terceiro álbum de estúdio da banda de rock alternativo brasileira Ludov, lançado em 14 de julho de 2009. Pela primeira vez, os músicos Mauro Motoki e Habacuque Lima também assinam a produção do álbum, juntamente com o produtor Fábio Pinczowski. O álbum foi composto e gravado em um sítio no interior paulista e finalizado no Estúdio 12 Dólares. O álbum é composto por 19 faixas, das quais 12 músicas estão no CD, e outras 7 lançadas exclusivamente em formato digital.

## Faixas
| N.º | Título                    | Duração |  |
| 1.  | "Luta Livre"              |         |  |
| 2.  | "Vinte por Cento"         |         |  |
| 3.  | "Sob a Neblina da Manhã"  |         |  |
| 4.  | "Madeira Naval"           |         |  |
| 5.  | "Mecanismo"               |         |  |
| 6.  | "Paris, Texas"            |         |  |
| 7.  | "Reprise"                 |         |  |
| 8.  | "O seu show é só pra mim" |         |  |
| 9.  | "Terrorismo Suicida"      |         |  |
| 10. | "Não me Poupe"            |         |  |
| 11. | "Magnética"               |         |  |
| 12. | "Notre Voyage"            |         |  |
| 13. | "Teu Perfume"             |         |  |
| 14. | "Flor de Lótus"           |         |  |
| 15. | "Prisma"                  |         |  |
| 16. | "O Passado"               |         |  |
| 17. | "Antiquário"              |         |  |
| 18. | "Desatar os Nós"          |         |  |
| 19. | "Canção por Helena"       |         |  |